# Конституционный совет Франции
Конституцио́нный сове́т Фра́нции (фр. Conseil constitutionnel) — орган конституционного контроля Франции, является квазисудебным органом.

## История
Сформирован в 1958 году, сразу после принятия Конституции Пятой республики. В годы Четвёртой республики органом конституционного надзора являлся Конституционный комитет, состоявший из Президента, Председателя Совета республики, Председателя Национального собрания, 7 членов от Совета республики и 7 членов от Национального собрания. Конституционный комитет давал заключение о соответствии законов Конституции, но в отличие от Конституционного совета не имел права их отменять.

## Формирование
Конституционный совет состоит из 9 человек, назначаемых, сроком на 9 лет без права переназначения, Президентом республики и спикерами Национального собрания и Сената. В соответствии с конституционной реформой 23 июля 2008 года сделанный ими выбор должен получить последующее одобрение Парламента: так, эти деятели должны быть заслушаны профильными комиссиями палат; «президентская квота» рассматривается на совместном заседании компетентных парламентских комиссий; в обоих случаях возможно наложение «вето» большинством в 3/5 поданных голосов.
Совет обновляется на треть каждые 3 года: президент, председатель Сената и председатель Национального собрания назначают по одному члену Совета вместо тех, у которых истекли 9-летние сроки. В самый первый состав Совета, с целью запустить механизм ротации, три члена были назначены сроком на 9 лет, три сроком на 6 лет и три сроком на 3 года. В случае отставки или смерти члена Конституционного совета на его место той же инстанцией назначается другой, но не на 9 лет, а до истечения срока предшественника. Однако если предшественник находился в должности менее 3 лет, то замещающий может быть назначен на полный срок. Следовательно, максимально возможный срок нахождения в должности составляет (12 лет минус 1 день) = (3 года — 1 день) + (9 лет).
Особенностью Конституционного Совета является то, что дополнительную «квоту» составляют «по праву» экс-президенты республики. В первые годы после основания Совета этим правом пользовались президенты Четвёртой республики Венсан Ориоль (отказался с 1960 по политическим мотивам) и Рене Коти. Шарль де Голль и Франсуа Миттеран, прожившие недолго после ухода с поста, в Совете никогда не участвовали. Ещё один президент Пятой республики — Жорж Помпиду — разумеется, не мог стать членом Совета по праву, поскольку скончался в должности. Тем не менее он ещё до президентства был членом Конституционного совета (1959—1962), будучи назначен в самый первый его состав Шарлем де Голлем, и ушёл оттуда после того, как стал премьер-министром Франции. Валери Жискар д'Эстен воспользовался правом заседать в Совете лишь в 2004 году, спустя 23 года после окончания президентства (до этого он занимал другие выборные посты, что несовестимо с членством в Совете). В мае 2007 года пожизненным членом Совета стал, после окончания своего срока, и Жак Ширак, впервые принявший участие в заседании 15 ноября 2007 года. С 2012 года в Совет пожизненно входит также экс-президент Николя Саркози, а с 2017 года — экс-президент Франсуа Олланд.
В ходе конституционной реформы 23 июля 2008 года, Сенат предложил переименовать Конституционный совет в «Конституционный суд», а также упразднить членство в Совете бывших Президентов Республики; однако сенатские поправки не прошли во втором чтении в Национальном собрании, и, следовательно, не попали в текст пересмотренной конституции.
Члены Конституционного совета имеют ряд ограничений: на публичные высказывания; одно и то же лицо не может быть назначено повторно в члены Конституционного совета; их должность несовместима с рядом других должностей и видов деятельности.
Особых ограничений на назначение членов Конституционного совета нет. Какие-либо квалификации юридического характера отсутствуют, также отсутствуют ограничения по расовой и половой принадлежности. Единственное условие заключается в том, что членом Совета может стать только французский гражданин, который пользуется гражданскими и политическими правами.

## Состав
Состав Конституционного совета с марта 2025 года выглядит следующим образом:
| Члены совета                              | Срок полномочий   | Назначен на должность                |
| ----------------------------------------- | ----------------- | ------------------------------------ |
| Ришар Ферран (председатель)               | 2025—2034         | президентом Франции                  |
| Николя Саркози — экс-президент Республики | с 2012—пожизненно | входит по должности                  |
| Франсуа Олланд — экс-президент Республики | с 2017—пожизненно | входит по должности                  |
| Ален Жюппе                                | 2019—2028         | председателем Национального собрания |
| Франсуа Пийе                              | 2019—2028         | председателем Сената                 |
| Жак Мезар                                 | 2019—2028         | президентом Франции                  |
| Жаклин Гуро                               | 2022—2031         | президентом Франции                  |
| Вероник Мальбек                           | 2022—2031         | председателем Национального собрания |
| Франсуа Сенер                             | 2022—2031         | председателем Сената                 |
| Лоранс Вишневски                          | 2025—2034         | председателем Национального собрания |
| Филипп Ба                                 | 2025—2034         | председателем Сената                 |

### Список председателей за всё время существования
- Леон Ноэль[англ.] (1959—1965)
- Гастон Палевски (1965—1974)
- Роже Фрей (1974—1983)
- Даниэль Мейер[фр.] (1983—1986)
- Робер Бадентер (1986—1995)
- Ролан Дюма (1995—2000)
- Ив Гена (2000—2004)
- Пьер Мазо[англ.] (2004—2007)
- Жан-Луи Дебре (2007—2016)
- Лоран Фабиус (2016—2025)
- Ришар Ферран (с 2025)

## Полномочия

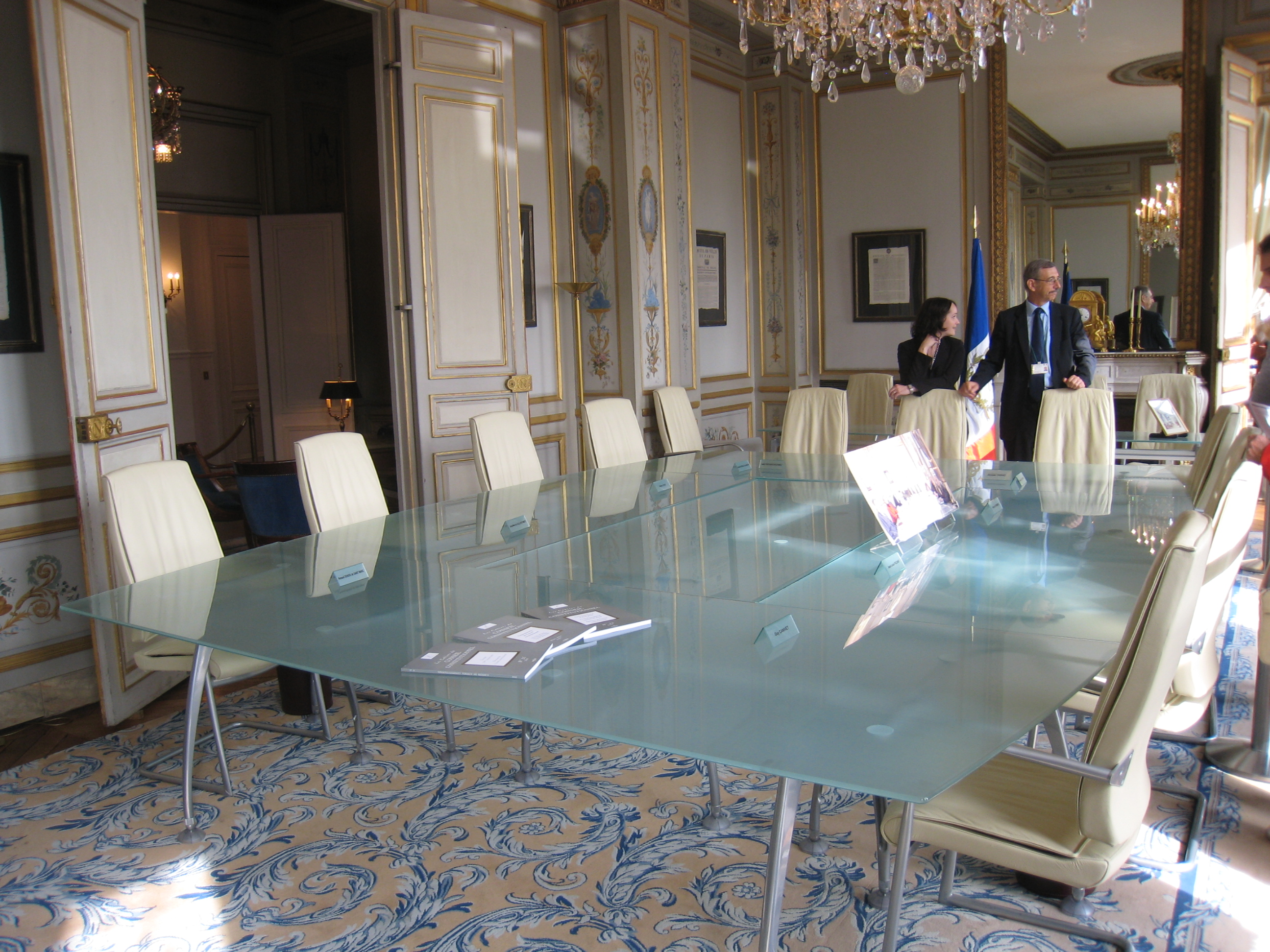
Палата заседаний Конституционного совета

Функции Конституционного совета напоминают функции конституционного суда в других странах, однако в ряде пунктов они существенно у́же. Например, Совет не может отменить действующий закон; он может вынести суждение о неконституционности законопроекта, находящегося в разработке либо только что принятого, но тут же оспоренного и не вступившего ещё после промульгации в законную силу. Конституционный совет не имеет право проверять конституционность законов по своей инициативе. Запрос о проверке могут дать только президент республики, премьер-министр, председатели Сената и Национального собрания.
С 29 октября 1974 года Конституционный совет начал принимать обращения от групп депутатов или сенаторов численностью не менее 60 человек, что дало возможность для оппозиции противостоять парламентскому большинству. Конституционный совет не принимает обращения от рядовых граждан.
Законы, принятые на референдуме, не могут пересматриваться. Совет должен принять решение в течение месяца (в особенно срочных случаях в течение недели).
Совет определяет соответствие французских законов: Конституции пятой Республики от 4 октября 1958 года, Декларации прав человека и гражданина от 26 августа 1789 года, Конституционному закону от 3 июня 1958 года, Преамбуле к конституции Четвёртой республики от 27 октября 1946 года (действующей несмотря на изменение конституции), Циркуляру от 13 декабря 1999 года.
Так же Конституционный совет проверяет международные договоры на конституционность. Согласно статье 54 Конституции (в версии 1992 года), Конституционный совет может на основании неконституционности приостановить ратификацию конкретного международного договора вплоть до пересмотра Конституции.
Конституционный совет также решает вопрос о статусе правовых документов («закон или подзаконный акт») и разграничении полномочий между законодательной и исполнительной властью. Конституционный совет следит за проведением выборов президента республики, определяет их итог, провозглашает вновь избранного президента республики, определяет порядок возглавления государства в случае вакансии на этом посту согласно ст. 58 Конституции. Аналогично Совет проводит и подытоживает референдумы. Конституционный совет выносит решения о правильности избрания депутатов и сенаторов, если оно оспаривается (ст. 59 Конституции). Конституционный совет консультирует Президента Франции о существовании условий для введения в стране чрезвычайного положения (ст.16 Конституции). Констатирует существование препятствий, не позволяющих Президенту исполнять свои функции (например, болезнь).
Указанные выше функции Конституционного совета не делают его гарантом соблюдения Конституции. Это право закреплено за Президентом Республики (ст.5 Конституции).
Решения Конституционного совета обжалованию не подлежат и согласно ст. 62 Конституции обязательны для всех публичных властей, административных и судебных органов.
Другой особенностью Конституционного совета, отличающей его от конституционных судов в других странах, является то, что особые мнения судей, не согласных с мнением большинства, не публикуются. Крупный юрист Жорж Ведель, заседавший в Совете в 1980—1989 гг., считал это соответствующим правовой традиции Франции.

## Внутреннее устройство
Председателя Конституционного совета выбирает из его состава Президент республики. Председатель имеет право решающего голоса в случае разделения голосов поровну. С февраля 2016 года председателем Конституционного совета является Лоран Фабиус.
По представлению председателя Конституционного совета Президент республики назначает генерального секретаря Конституционного совета, занимающегося обеспечением текущей работы Совета. Совет имеет свой аппарат и ряд служб: по внешним сношениям, юридическую, финансовую и др. Место заседаний — парижский Пале-Рояль.